# Acies Christi
El Instituto Acies Christi (en castellano «Ejército de Cristo») es un instituto secular masculino de la Iglesia católica de derecho diocesano, fundado por el sacerdote español Avelino López de Castro, en 1940, en Cáceres. A sus miembros se les conoce como generalmente como Acies Christi y en algunas partes como avelinos.

## Historia
Avelino López de Castro, con la ayuda de un grupo de jóvenes pertenecientes a la Acción Católica que aspiraban a consagrar sus actividades cotidianas desde sus propios ambientes de trabajo empeñándose especialmente en la trasformación de la sociedad, fundó la Hermandad de Operarios Evangélicos en Cáceres en 1940. La primera aprobación la recibió por el obispo de Salamanca en 1945. Desde entonces se difundió por diversas partes de España y Latinoamérica.
El 10 de abril de 1962, gracias a la mayor identidad que fueron adquiriendo los institutos seculares en la Iglesia católica, la hermandad fue aprobada como instituto secular de derecho diocesano por la arquidiócesis de Valencia. Para esas fechas la hermandad cambió el nombre por Acies Christi, que quiere decir «ejército de Cristo».

## Organización
Acies Christi es un instituto secular, y como tal, integrado por laicos (célibes o casados) y sacerdotes. El gobierno es representado a nivel internacional por un presidente, que se encarga de mantener la comunión entre todos los miembros. Actualmente el cargo lo ocupa Julio Rodríguez-Vigil Fernández. La sede central se encuentra en Madrid.
Las actividades del instituto generalmente son individuales, es decir cada miembro puede realizar una determinada actividad pastoral de acuerdo a su propia elección. Solo en algunos casos, de extrema necesidad, aceptan obras apostólicas bajo la responsabilidad de la dirección general.
Los avelinos tienen como lema latino Sitio, que en castellano quiere decir «tengo sed» y su emblema es una cruz verde. Están presentes en España, Puerto Rico y Estados Unidos.